# Антиох X Евсеб Филопатор
Антио́х X Евсеб Филопатор, или Антио́х X Благочести́вый («Евсеб» — «благочестивый», «Филопатор» — «любящий своего отца», ум. ок. 83 до н. э.) — царь Сирии (в 95—83 до н. э.) из рода Селевкидов. Сын Антиоха IX Кизикского и Клеопатры IV.
Антиох был одним из претендентов на престол в междоусобной борьбе последних Селевкидов. После начала правления в 95 году до н. э. его первым достижением была победа над своим двоюродным братом Селевком VI Эпифаном. Это было местью за смерть отца, убитого Селевком VI.
После этого Антиох стал управлять Антиохией и её окрестностями, участвуя в непрерывной борьбе против четырёх братьев Селевка VI, набатеев и парфян. Для упрочения своей власти в 95 году до н. э. женился на своей мачехе Клеопатре Селене I.
Дата его свержения точно не определена. Иосиф Флавий полагал, что он был убит около 90 года до н. э. в сражении с парфянами и его владениями в Антиохии завладел Филипп I Филадельф. Аппиан сообщал, что Антиох был побеждён во время вторжения в Сирию армянского царя Тиграна II Великого ок. 83 года до н. э., но действия Антиоха не показаны. Его сын Антиох XIII Азиатский был сделан царём после победы римского полководца Лукулла над Тиграном II.

## Война с Парфией и смерть
Информация об Антиохе X после пленения Деметрия III скудна. Древние источники и современные ученые приводят разные версии и даты кончины царя. Конец Антиоха X, описанный Иосифом Флавием, в котором царь был убит во время кампании против парфян, считается современными историками наиболее достоверным и вероятным. К концу своего правления Антиох X увеличил производство монет, что могло быть связано с борьбой с Парфией, о чем свидетельствует Иосиф Флавий. Во времена Антиоха X парфяне наступали в восточной Сирии, и царю было важно контратаковать, укрепив таким образом свои позиции в войне против двоюродных братьев. Большинство историков считают 92 год до н.э. концом правления Антиоха X:

## Наследование
Из нумизматических свидетельств известно, что Димитрий III в конце концов сменил Антиоха X в Антиохии. Утверждение Евсевия о том, что Антиох X был изгнан из столицы Филиппом I в 220 году нашей эры (93/92 до н. э.), опровергается монетами Деметрия III, который вообще не упоминался римским автором.  Любые предположения о том, что Филипп I контролировал Антиохию до кончины Димитрия III, могут быть отвергнуты; в дополнение к нумизматическим свидетельствам, ни один древний источник не утверждал, что Деметрий III вытеснил Филиппа I из города.
В 1949 г. историк Альфред Беллинджер датировал 92 годом до н.э. югатную монету с изображением Клеопатры Селены и Антиоха XIII из коллекции французского археолога Анри Арнольда Сейрига, назвав местом её изготовления Антиохию. Основываясь на датировке Беллингера, некоторые современные историки, такие как Элинг, предположили, что Клеопатра управляла Антиохией между смертью мужа и прибытием его преемника. В 1952 н. Беллинджер усомнился в своей датировке и месте выпуска монеты, предположив взамен Антиохии Киликию. Многие ученые XXI в. датируют эту монету 82 г. до н. э.